# 王座戦 (韓国)
王座戦（おうざせん、왕좌전）は、韓国の囲碁の棋戦。
1. 京郷新聞主催の王座戦。1958年から3期行われた。京郷王座戦とも呼ばれる。
2. TBC-TV主催の王座戦。1976年から2期行われた。TBC王座戦とも呼ばれる。
3. 全南日報、前日放送主催の王座戦。1980年に1期行われた。全前王座戦とも呼ばれる。

## 京郷王座戦
1958年から1969年まで行われた。第1期は決勝三番勝負。第2期以降はトーナメント優勝者が前期王座と挑戦手合五番勝負を行う。
優勝者と決勝戦（左が勝者）
1. 1958年 趙南哲 2-1 金明煥
2. 1968年 金寅 3-0 趙南哲
3. 1969年 趙南哲 3-0 金寅

## TBC王座戦
1976年から1978年まで行われた。トーナメント戦で行われ、決勝戦は五番勝負。
優勝者と決勝戦（左が勝者）
1. 1976年 曺薫鉉 3-1 金熙中
2. 1978年 曺薫鉉 3-0 河燦錫

## 全前王座戦
1980年に開催。トーナメント戦で行われ、決勝戦は三番勝負。
優勝者と決勝戦（左が勝者）
1. 1980年 曺薫鉉 2-0 徐能旭